# Ликвидация «неперспективных деревень»

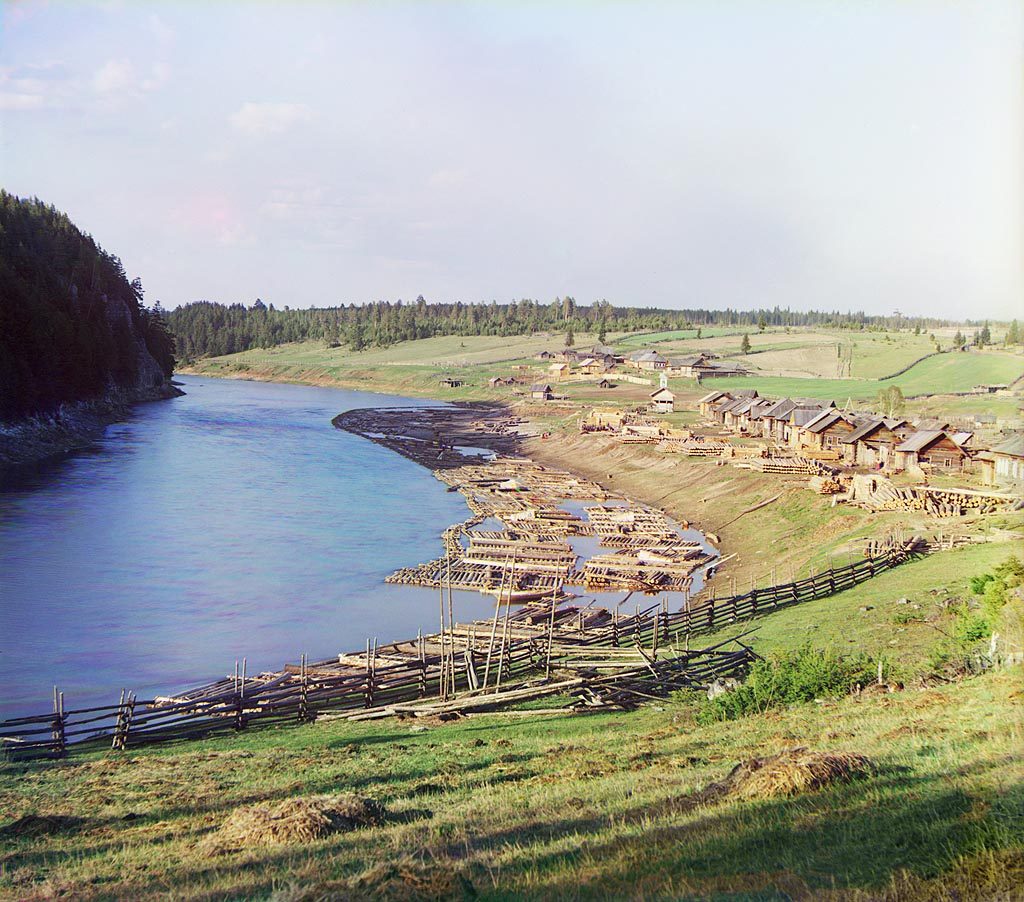
Деревня Кашка Свердловской области, объявленная «неперспективной» в 1960-х годах. Фотография С. М. Прокудина-Горского, 1912 год

Ликвидация «неперспективных деревень» — направление государственной политики в СССР 1960-х — 1970-х годов, в рамках которого осуществлялось преобразование сети сельских населённых пунктов: ликвидация части деревень и сёл, рассматриваемых в качестве неперспективных, и создание «агрогородов».
Политика включала переселение жителей из мелких сельских населённых пунктов в крупные и сосредоточение в них основной части сельского населения, сельских производственных и социально-бытовых объектов. Самым негативным социальным последствием этой политики стал значительный ущерб, нанесённый сельской инфраструктуре.

## История

### Планирование
Впервые понятие «неперспективные деревни» было использовано в рекомендациях по проектированию сельских населённых пунктов. Рекомендации были составлены в 1960 году Академией строительства и архитектуры СССР в соответствии с решениями Пленума ЦК КПСС от декабря 1959 года о разработке новых схем «районных и внутрихозяйственных планировок» в сельской местности. Согласно этому документу, сёла и деревни подразделялись на две группы в зависимости от того, какова была их численность населения, насколько они были обеспечены коммуникациями и в какой степени соответствовали условиям и задачам хозяйственного развития местности: «перспективные», численность населения которых составляла не менее 1—1,5 тысяч человек и «неперспективные» с соответственно меньшей численностью населения.
Инициаторы политики ликвидации «неперспективных» населённых пунктов исходили из принципа, согласно которому высокомеханизированному сельскому хозяйству должны соответствовать высококонцентрированные формы расселения. Согласно планам, каждый колхоз или совхоз должны были включать 1 или 2 посёлка с числом жителей от 1—2 тысяч до 5—10 тысяч человек. В поселенческой сети выделялись опорные пункты — «перспективные сёла», в которые планировалось переселить жителей малых населённых пунктов, «неперспективных деревень», в число которых попадало до 80 % их общего числа. Предполагалось, что это изменение поселенческой структуры способствует лучшему развитию социально-культурной и бытовой сферы села, приблизив её к городским стандартам, а также снизит поток мигрантов из сельской местности в городскую.
Первоначально планировалось, что в результате реализации этого проекта к 1979 году количество сельских населённых пунктов уменьшится с 705 тысяч до 115 тысяч. Впоследствии в процессе разработки проектных планов эти показатели постоянно корректировались. 20 марта 1974 года были изданы постановления ЦК КПСС и Совета министров СССР, согласно которым в Нечернозёмной зоне РСФСР из 143 тысяч населённых пунктов должны были быть ликвидированы 114 тысяч, 170 тысяч семей планировалось переселить  в «благоустроенные колхозные и совхозные поселения», а также предоставить им существенные льготы и кредиты для индивидуального строительства.

### Реализация
На первых этапах своей реализации политика ликвидация населённых пунктов носила ограниченный характер. Преимущественно она свелась к ревизии и перерегистрации сельских населённых пунктов, проектированию территориальной и хозяйственной организации районов. С 1968 года в населённых пунктах, объявленных «неперспективными», более не производились новое строительство и капитальный ремонт зданий и сооружений, разрушалась социальная и производственная инфраструктура (закрывались школы, магазины, клубы и другие объекты) и ограничивалось транспортное сообщение. Такие условия вынуждали людей к миграции.
В то же время разрушение «неперспективных» поселений не сопровождалось таким же активным преобразованием «перспективных». Благоустройство и расширение индивидуального жилищного строительства на центральных усадьбах осуществлялись в условиях постоянной нехватки ресурсов. Зачастую для переселения предоставлялись многоквартирные панельные дома городского типа. Две трети переселенцев мигрировали не в определённые для них сельские населённые пункты, а в районные центры, города и другие регионы страны. Ликвидация «неперспективных» поселений осуществлялась в принудительном порядке, без учёта желания жителей. Часть жителей отрицательно восприняли переселение.

### Результаты
В полной мере намеченная реорганизация системы сельского расселения не была осуществлена. Сельских населённых пунктов было ликвидировано меньше запланированного. Тем не менее поселенческая сеть претерпела существенные изменения. За период 1959—1979 годов число сельских населённых пунктов в РСФСР уменьшилось до 177,1 тысяч — на 60,2 %, в целом по СССР — до 383,1 тысяч — на 54,3 %. Больше всего жителей было переселено в Нечернозёмной зоне.

## Последствия
Политика преобразования структуры сельского расселения не оправдала первоначальных замыслов и имела негативные социально-экономические последствия. При её реализации не учитывались важные стороны жизнедеятельности сельского населения, прежде всего его связь с личным приусадебным хозяйством. Ликвидация мелких населённых пунктов приводила к запустению прилегавших к ним сельскохозяйственных угодий, возрастанию производственных нагрузок на работников, занятых в сельском хозяйстве, ликвидации личных хозяйств. Процесс концентрации сельского населения привёл к снижению уровня заселённости территорий. Ослабление сети населённых мест в восточных районах ослабляло и нарушало межселённые связи и отрицательно влияло на обслуживание населения. Подвергшиеся переселению жители в основном переезжали в города. Эта ситуация усиливала миграцию из сельской местности и вела к демографическому старению деревни. По данному вопросу развернулась общественная полемика. Критерии перспективности населённых пунктов критиковали писатели Ф. А. Абрамов, В. И. Белов, В. Г. Распутин, демограф Б. С. Хорев и другие представители общественности.
В 1980 году решением Государственного комитета по гражданскому строительству и архитектуре при Госстрое СССР разделение сельских населённых пунктов на «перспективные» и «неперспективные» было отменено. Тем не менее, разрушение сети сельских населённых пунктов, отчасти спровоцированное данной политикой, продолжалось. Мелкие населённые пункты продолжали исчезать.